# Iñaki Ramos
Iñaki Ramos (* 4. Mai 2005) ist ein argentinischer Volleyballspieler.

## Karriere
Ramos spielte in der Saison 2024/25 bei San Lorenzo Voley. Im Sommer 2025 nahm er mit der argentinischen Nationalmannschaft an der Copa America teil. Zur Saison 2025/26 wechselte der Diagonalangreifer zum deutschen Bundesligisten Helios Grizzlys Giesen.